# Château de Craigmillar
Le château de Craigmillar est un château en ruine se trouvant à Édimbourg, en Écosse. Il est situé à 4,8 km au sud-est du centre-ville, sur une petite colline au sud de la banlieue moderne de Craigmillar. Il fut commencé à la fin du XIVe siècle par la famille Preston, barons de Craigmillar, et des ajouts furent faits aux XVe et XVIe siècles. En 1660, le château fut vendu à Sir John Gilmour, président de la juridiction civile suprême (la Court of Session), qui procéda à des aménagements. Les Gilmour quittèrent Craigmillar au XVIIIe siècle, et le château tomba en ruine. Il est maintenant entretenu par Historic Scotland.
Le château de Craigmillar est plus connu pour son association avec Marie, reine d'Écosse. À la suite de sa maladie après la naissance de son fils, le futur Jacques Ier d'Angleterre, Marie arriva à Craigmillar le 20 novembre 1566 pour sa convalescence. Avant de partir le 7 décembre 1566, un pacte connu comme l' « engagement de Craigmillar » fut fait, avec ou sans qu'elle en ait connaissance, afin de se débarrasser de son mari Henry Stuart, Lord Darnley.
Craigmillar est l'un des châteaux médiévaux les mieux préservés d'Écosse. La maison-tour centrale, ou donjon, est entourée d'un mur d'enceinte du XVe siècle avec des caractéristiques défensives « particulièrement minutieuses ». À l'intérieur de la cour délimitée par ce mur se trouvent d'autres bâtiments. À l'extérieur du mur d'enceinte se trouve une seconde cour contenant une chapelle et un colombier, ceinturés par un second mur d'enceinte.

## Histoire

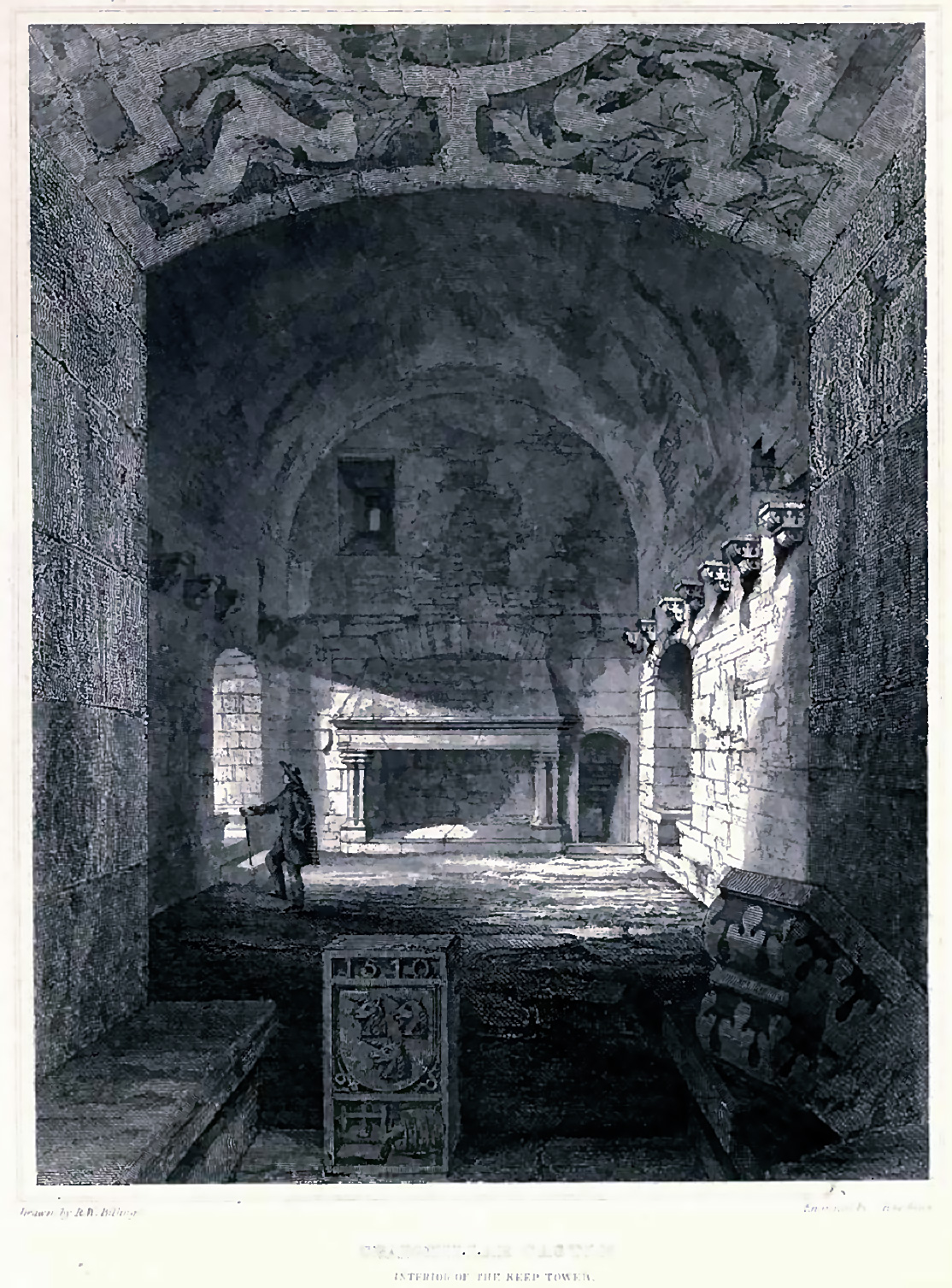
Croquis de l'intérieur de la maison-tour du château dans The Baronial and Ecclesiastical Antiquities of Scotland par R. W. Billings, 1901.

### Origines
Les terres de Craigmillar furent accordées aux moines de l'abbaye de Dunfermline par David Ier d'Écosse au XIIe siècle. La famille Preston obtint tout d'abord des terres dans les alentours de David II d'Écosse en 1342, puis le fils de celui-ci, Robert II d'Écosse, donna les terres de Craigmillar à Sir Simon Preston, Sheriff de Midlothian, en 1374,. Ce fut le fils de Simon Preston, également appelé Simon Preston, ou son petit-fils George Preston, qui commença à travailler sur la maison-tour formant à présent le cœur du château. Celle-ci était achevée en 1425 lorsqu'une charte fut scellée à Craigmillar par John Preston. Le mur d'enceinte fut probablement ajouté par William Preston, mort en 1453, qui avait voyagé en France et s'était inspiré de ses voyages sur le continent pour l'ouvrage. Il ramena également un bras de Gilles l'Ermite à la Cathédrale Saint-Gilles d'Édimbourg, où l'Aile Preston porte son nom. En 1480, John Stuart, comte de Mar et frère de Jacques III d'Écosse, fut emprisonné à Craigmillar, accusé de pratiquer la sorcellerie contre le roi.

### XVIesiècle
En 1511, Craigmillar fut érigé en baronnie. Le mur d'enceinte extérieur fut construit vers ce temps, peut-être par un autre Simon Preston (mort en 1520), représentant d'Édimbourg au Parlement d'Écosse en 1487, et qui avait pris la succession en 1478. Les premières traces écrites de la chapelle de la famille au sein de la cour extérieure datent de 1523. En 1544, pendant le Rough Wooing, le château fut brulé par les troupes anglaises commandées par Edward Seymour. Le baron, Simon Preston (mort en 1569) fit réparer le château et remania les bâtiments domestiques de la cour,. Simon fut également Lord Provost (approximativement équivalent au maire) d'Édimbourg pour plusieurs années. Partisan loyal de Marie Stuart, elle le nomma à son conseil privé.
La reine Marie resta au château deux fois, en septembre 1563 et du 20 novembre au 7 décembre 1566. Il est habituellement raconté qu'elle aurait dormi dans l'ancienne petite cuisine de la maison-tour, bien qu'il soit plus probable qu'elle ait occupé des logements plus spacieux dans les bâtiments est, alors relativement neufs. Lors de son second séjour, Marie avait toujours une santé faible à la suite de sa maladie grave d'octobre. Plusieurs des membres de sa cour restèrent avec elle, et lui auraient suggéré qu'il était possible de se débarrasser de son mari impopulaire, Henry Stuart, par le divorce ou d'autres moyens. Un accord, l' « engagement de Craigmillar » fut signé par le secrétaire d'état de Marie, John Maitland, et plusieurs nobles tels que les comtes de Bothwell, Argyll et Huntly. L'engagement ne subsista pas, mais établit l'intention des conspirateurs de supprimer l'époux de Marie. Bien que celle-ci ait clairement fait état qu'elle était malheureuse avec son époux, elle ne faisait pas partie de la conspiration et n'était probablement pas au courant du complot pour l'assassiner. Il fut initialement prévu que son époux logerait à Craigmillar lorsqu'il retournerait à Édimbourg, mais il opta pour séjourner à Kirk o' Field, où il fut assassiné le 10 février 1567. En 1572, après la fuite de Marie en Angleterre, le régent John Erskine, 17e comte de Mar, utilisa le château comme base durant son siège du château d'Édimbourg qui était détenu par les partisans de la reine en exil. Jacques VI visita plus tard le château, en 1589, lorsqu'il fut invité par David Preston.

### Les Gilmour

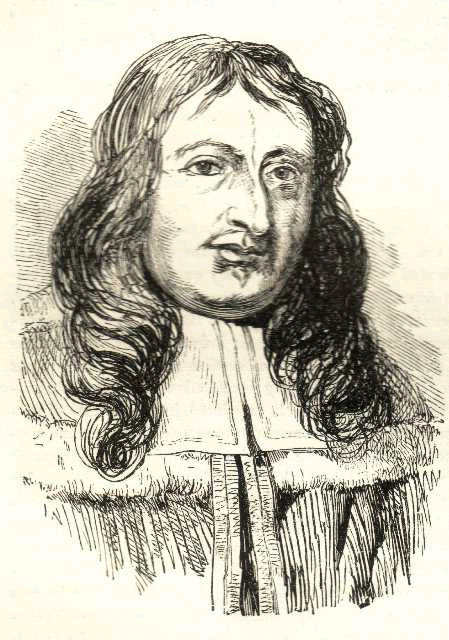
Gravure par John Scougal de John Gilmour qui acheta le château en 1660.

À la mort de Robert Preston en 1639, son lointain cousin David Preston de Whitehill hérita du château. Son fils vendit le château et il fut acheté en 1660 par un étranger à la famille, John Gilmour (mort en 1671), qui acheta également le domaine voisin de The Inch au même moment. En tant que royaliste, Gilmour fut récompensé à la suite de la Restauration anglaise où Charles II d'Angleterre fut restauré sur le trône. Gilmour devint président de la juridiction civile suprême (la Court of Session) en 1661. Il remania les bâtiments ouest pour donner au château des logements plus modernes dans les années 1660. Au début du XVIIIe siècle, les Gilmour quittèrent le château pour Inch House, juste à l'ouest. Le château ne fut jamais occupé de nouveau et constitua un trait romantique dans le parc du domaine d'Inch. Il était en ruine en 1775, lorsque l'antiquaire et poète John Pinkerton écrivit « Craigmillar Castle: an Elegy ». Le château devint une attraction touristique populaire à la fin du XVIIIe siècle, et fut dessiné par de nombreux artistes. Un projet de rénovation du bâtiment pour être utilisé par la Reine Victoria fut mis en avant en 1842, mais n'aboutit pas. Victoria elle-même visita le château en 1886, et des travaux de restauration furent entrepris par son propriétaire, Walter James Little Gilmour, mort en 1887.
Depuis 1946, le château de Craigmillar est aux soins de l'État, et se trouve à présent maintenu par Historic Scotland. Il s'agit d'un monument classé de catégorie A ce qui est le niveau de protection le plus élevé pour un bâtiment en Écosse, et il est aussi classé monument historique. Les terrains du château sont inclus dans Inventory of Gardens and Designed Landscapes, qui est le registre national des jardins historiques.

## Description

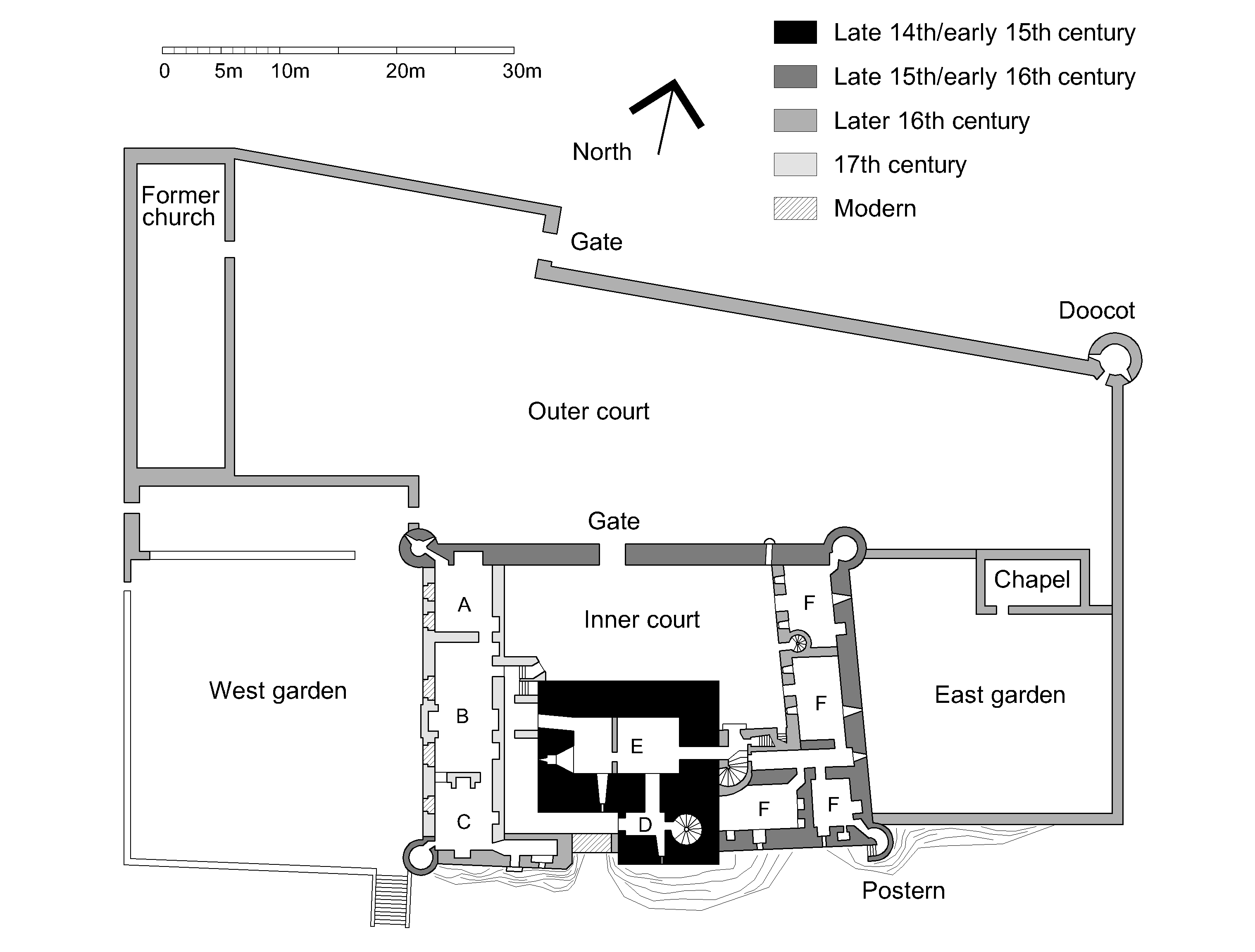
Plan du rez-de-chaussée. A indique la cuisine, B la salle à manger, C une chambre, D l'entrée de la tour, E les celliers de la tour, F les celliers de la rangée est.

Au cœur du château de Craigmillar se trouve la maison-tour du XIVe siècle, de plan en L, bâtie sur un affleurement rocheux. Le mur d'enceinte du XVe siècle l'entoure, avec ses rangées de bâtiments au sud-est, est et ouest. Au-delà du mur se trouve un second mur d'enceinte, plus bas, ceinturant une vaste cour extérieure incluant les jardins et une chapelle. D'autres jardins se trouvent au sud, où les contours d'une marre à poissons se discernent. 

### La maison tour
La tour de quatre étages constitue le donjon du château, bien qu'elle fût le seul bâtiment à l'origine. Elle mesure 15,8 m par 11,6 m, avec une aile en saillie, ou jambage, de 8,5 m par 3,5 m au sud. Les murs mesurent jusqu'à 3,3 m d'épaisseur. Les second et quatrième étages ont des plafonds voûtés. La tour est construite au bord d'un affleurement rocheux, et la porte d'entrée d'origine était protégée par une fissure naturelle dans la roche. Au-dessus de cette fissure se trouvait un pont en bois, jusqu'à ce qu'il soit englobé dans la structure du mur d'enceinte. Au-dessus de la porte se trouvent les armoiries de la famille Preston. Un escalier conduit de l'entrée à une chambre de garde dans le jambage, où des meurtrières se trouvaient probablement afin de lancer des projectiles sur des attaquants parvenant jusqu'à l'entrée. Les celliers sont au rez-de-chaussée, et avaient auparavant un grenier en bois au-dessus. Le mur de séparation et les portes de chaque côté furent ajoutés ultérieurement.

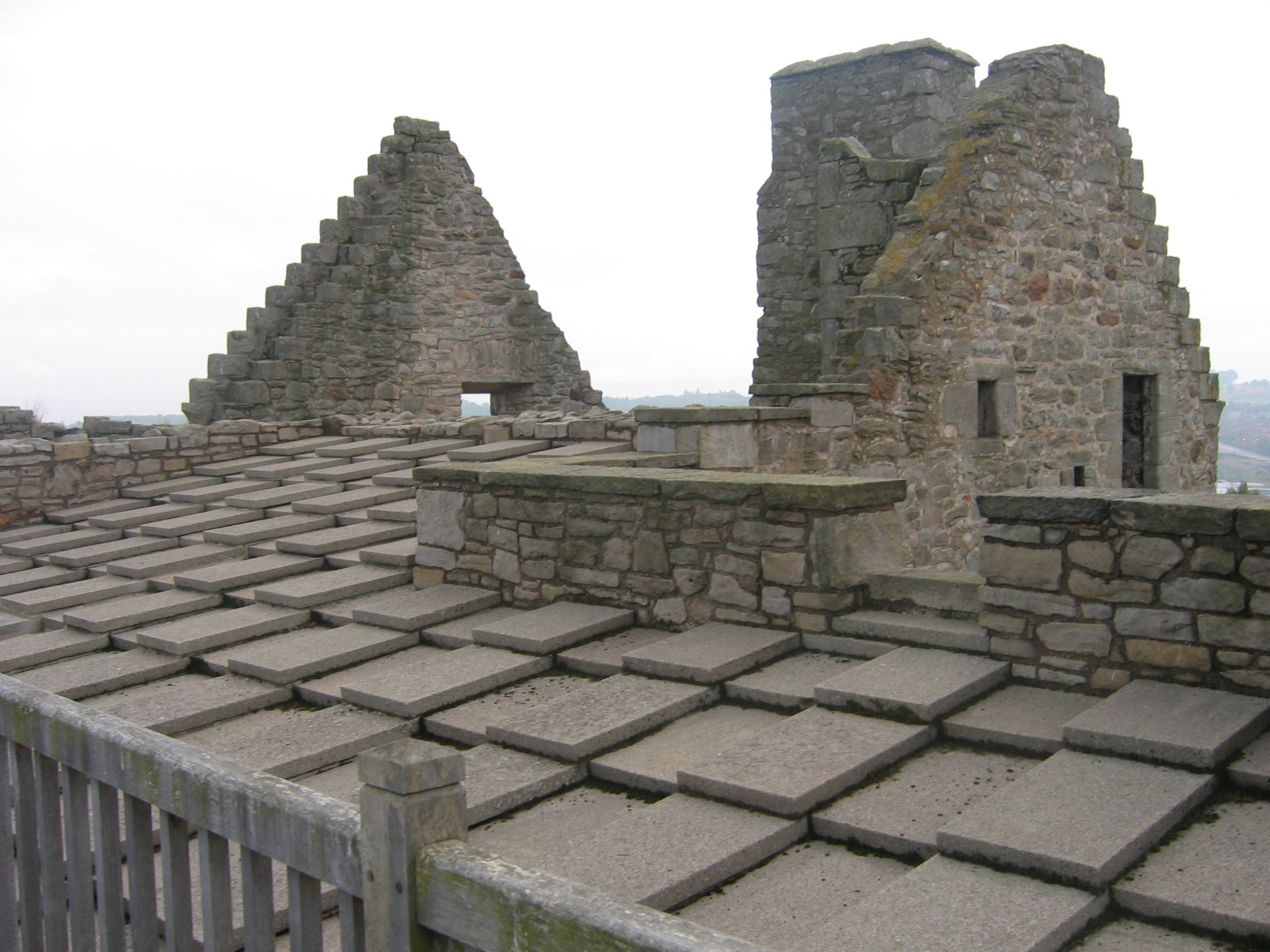
Toit et ses dalles de pierre.

Le hall se trouve au second étage, une cuisine occupant la place du jambage, et des passages plus récents relient aux bâtiments est et ouest. Le hall a une grande cheminée en pierre taillée environ du XVe siècle, et avait auparavant un plafond en bois probablement peint. La cuisine fut remplacée par une plus grande dans les bâtiments est au XVIe siècle, et transformée en chambre. Une plus petite cheminée fut ajoutée dans l'âtre de la nouvelle cuisine, ainsi que de plus grandes fenêtres. L'étage suivant, accessible par un escalier en spirale, inclut une pièce sans fenêtres dans la voûte dessus du plafond du hall. Au-dessus de la cuisine se trouve la chambre du seigneur, la seule chambre privée d'origine dans le bâtiment. Les escaliers continuent pour donner accès au parapet autour du toit dallé en pierre. Un étage supplémentaire fut ajouté au jambage au XVIe siècle, contenant une seule chambre. L'extérieur du château avait auparavant deux balcons en bois, ou plateformes de vues, l'une donnant sur les jardins au sud et l'autre regardant à l'est en direction du paysage du Lothian.

### La cour intérieure
Le mur d'enceinte du milieu du XVe siècle a une épaisseur allant jusqu'à 1,8 m, et il entoure une cour d'environ 10 m de large. À l'extérieur, le mur d'enceinte mesure 40 m par 27 m. Des tours rondes se trouvent à chaque coin, avec une poterne, ou porte de côté, à la base de la tour sud-est. Les ouvertures pour les armes à feu avaient des formes de trous de serrure dans les tours, leur donnant un usage défensif autant que décoratif. L'entrée principale, avec un arc plein-cintre se trouve dans le mur nord. Au-dessus se trouvent les armoiries de la famille Preston, surmontées des armoiries royales d'Écosse. Les murs sont défendus par des mâchicoulis, c'est-à-dire des espaces permettant de faire tomber les projectiles sur les attaquants, et les accès aux remparts permettent d'utiliser l'ensemble du mur. À l'intérieur des murs, des traces de fenêtres suggèrent qu'il y avait autrefois une allée sud de bâtiments dans la cour. Il n'y a pas de puits dans la cour, mais une pierre creuse dans le mur d'enceinte permettant à l'eau d'être amenée dans le château. 

### Les bâtiments ouest

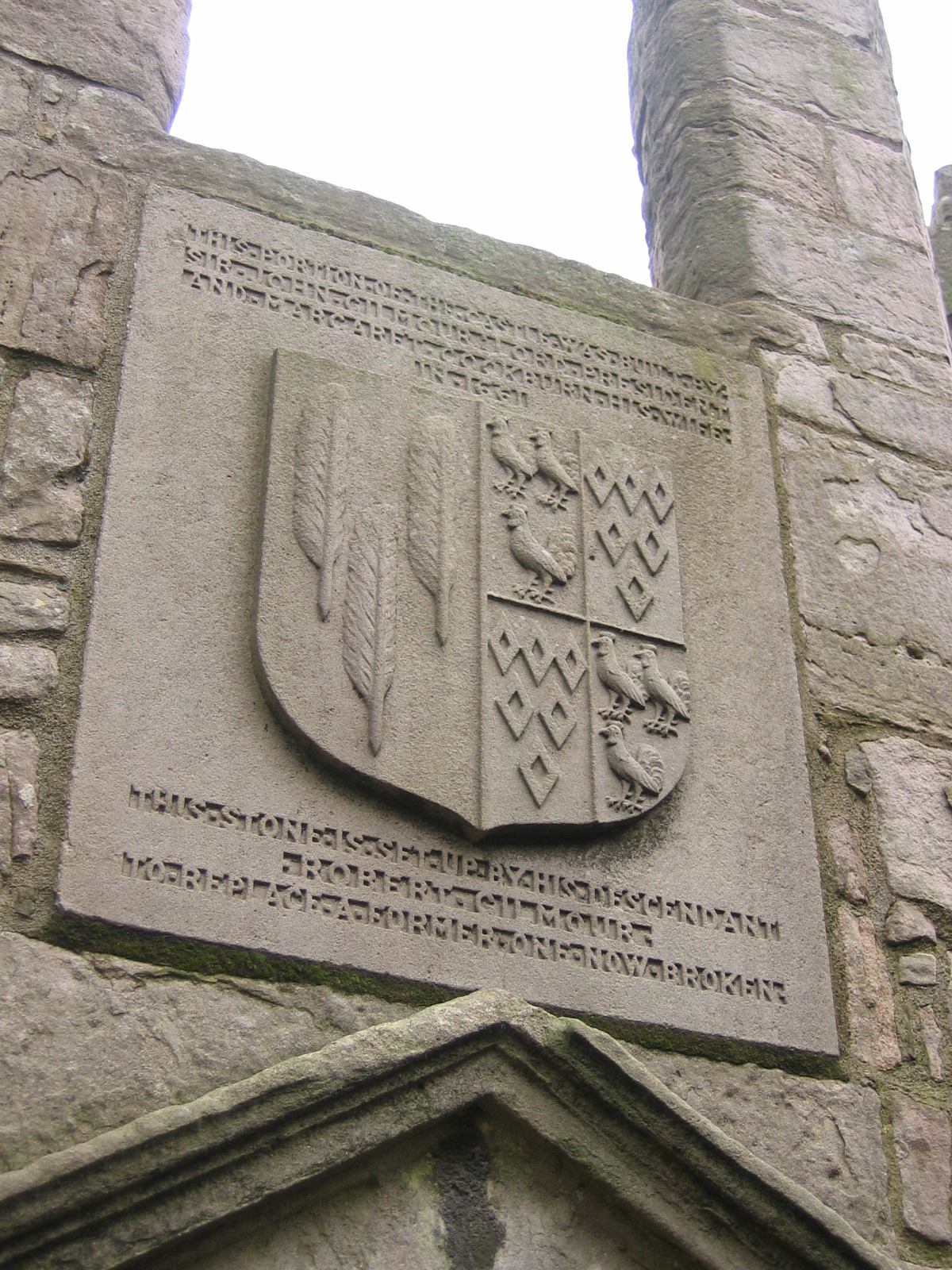
Plaque des bâtiments ouest portant les armoiries des Preston.

La rangée ouest fut entièrement rebâtie par les Gilmour dans les années 1660 afin d'offrir un ensemble spacieux de logements modernes contevant à la position de John comme juge. Le rez-de-chaussée contient une grande pièce centrale, faisant office de salon et salle à manger, avec de grandes fenêtres et une cheminée en pierre taillée. La pièce aurait également eu des plafonds en plâtre et d'autres particularités décoratives. Au nord se trouvait une cuisine et une sud une chambre, avec une cave à vin au-dessous. Le premier étage avait quatre chambres. Un nouvel escalier fut construit pour connecter les bâtiments ouest à la maison-tour. La porte vers la tour a un fronton classique au-dessus duquel se trouve une plaque du XXe siècle érigée par un descendant des Gilmour, arborant les armoiries de John Gilmour et de sa femme. La rangée ouest est à présent sans toit, l'étage intérieur est parti, et les grandes fenêtres condamnées.

### Les bâtiments est
La rangée est occupe les côtés est et sud-est de la cour intérieure. La rangée d'origine, bâtie au même moment que le mur d'enceinte, fut reconstruite au XVIe siècle et connectée à la maison-tour par un nouvel escalier large en spirale. Le bâtiment au sud-est est contigu à la maison tour, et contient deux chambres. Les celliers voûtés au-dessous étaient utilisés par une boulangerie et probablement par une prison ; il s'y trouvait également une poterne condamnée donnant accès à travers le mur d'enceinte. L'étage était occupé par une longue galerie dont n'ont survécu que les murs inférieurs. Un couloir connecte la tour aux vastes cuisines voûtées de la rangée est, qui sont également accessibles depuis un escalier droit de la cour. Une autre représentation des armoiries des Preston, soutenues par des singes, apparaissent au-dessus de la porte des bâtiments est. 

### Cours extérieure et jardins

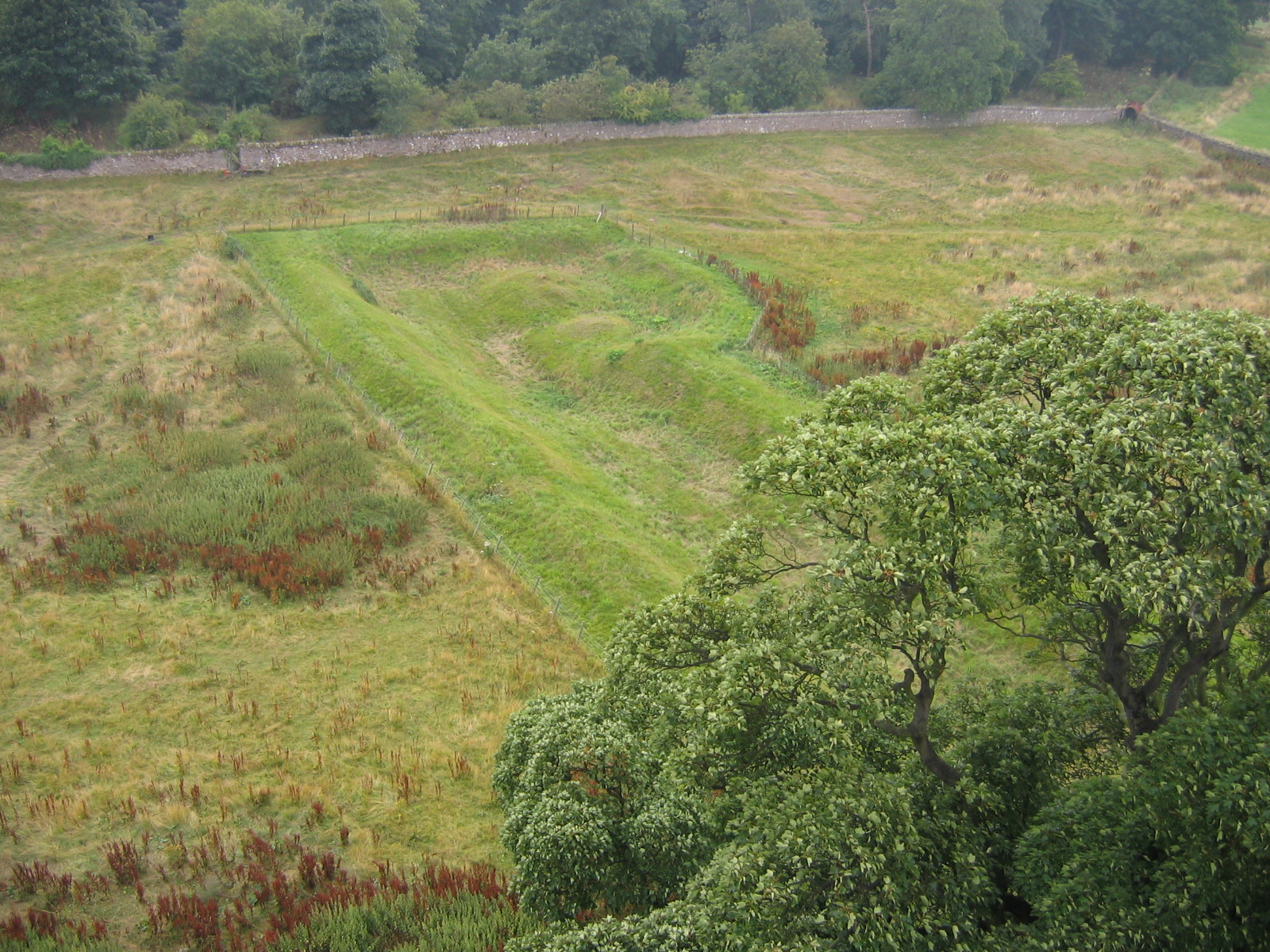
Mare en forme de P.

Les murs d'enceinte extérieurs, datant du milieu du XVIe siècle, sont plus petits et moins imposants que ceux intérieurs, mais ils entourent une zone bien plus vaste. Une tour ronde au coin nord-est a des ouvertures pour les armes à feu et un pigeonnier à l'étage. La famille de la chapelle, dédiée à Saint Thomas Becket, fut construite vers 1520. En perdant son toit, elle est devenue une aile funéraire, toujours utilisée par la famille Gilmour. Les jardins occupaient les parties est et ouest de la cour, avec une terrasse ouest surplombée des larges fenêtres des bâtiments ouest. La grange au nord-ouest de la cour fut transformée en église presbytérienne, pour le village de Liberton, en 1687. Au sud du château se trouvaient des jardins au style plus libres et des vergers, avec les bases de tours d'observation du XVIe siècle aux coins de cet enclos en pierre sèche. L'ancienne mare aux poissons, en forme de P pour Preston, est une caractéristique archéologique d'importance nationale pour un jardin en raison de sa rareté. Dans les années 1820, un plan proposait de mettre en place des jardins paysagers entre Inch House et le château, qui aurait incorporé « l'arbre de la reine Marie », un sycomore supposé planté par Marie. La plus grande partie des bois dans le domaine du château date du début au milieu du XIXe siècle.

## Filmographie
Le château de Craigmillar a servi de décor à plusieurs films et séries : 
- 1997 : Ivanhoe, série télévisée produite par la BBC
- 2014 : Outlander, série télévisée
- 2018 : Outlaw King, film de David Mackenzie